# Laetus von Savins

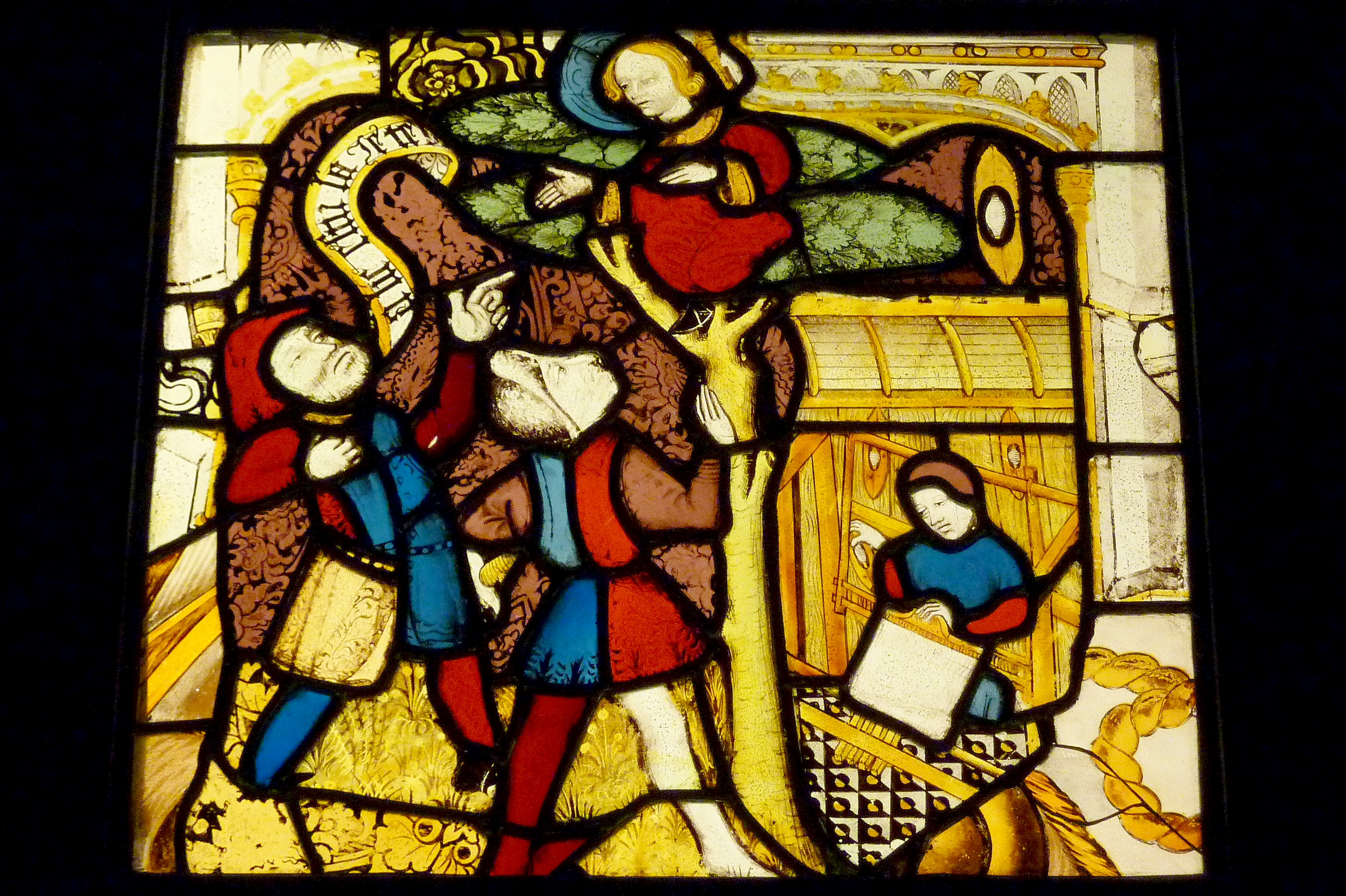
Martyrium des hl. Laetus, Glasfenster aus Provins, Frankreich, 1. Hälfte des 15. Jahrhunderts, heute Paris, Musée national du Moyen Âge

Laetus von Savins, frz. Saint Lié, (* um 1155 in Savins; † um 1170 ebenda) ist ein Heiliger der katholischen Kirche, dessen Reliquienschrein in der Kirche Saint Denis et Saint Lié in Savins, Seine-et-Marne, im Spätmittelalter ein Wallfahrtsziel war.
Laut Legende wurde er um 1155 als Weberssohn in Savins geboren und christlich erzogen. Seine Güte und Schönheit erregten die Eifersucht und Ablehnung einiger Altersgenossen. Als sie ihm nachstellten, floh er auf einen Baum. Sie fällten den Baum, sodass er herabstürzte und sich den Schädel brach. Darauf enthaupteten sie ihn.
Laetus wird als Märtyrer und Schutzpatron der Weber verehrt. 